# Azerbaidjan la Concursul Muzical Eurovision Junior
Azerbaidjan a debutat la Concursul Muzical Eurovision Junior în 2012. İTV, membru EBU se va ocupa de selecția primului participant în concurs. După Concursul Muzical Eurovision Junior 2013, Azerbaidjan s-au retras din cauza rezultatelor proaste, revenind în 2018, apoi în 2021.

## Rezultate

#### Legendă:
Câștigător
     Locul al doilea
     Locul al treilea
     Ultimul loc
| An   | Gazda     | Artist                           | Titlu                             | Poziție | Puncte |
| ---- | --------- | -------------------------------- | --------------------------------- | ------- | ------ |
| 2012 | Amsterdam | Omar Sultanov & Suada Alekberova | "Girls and Boys (Dünya Sənindir)" | 11      | 49     |
| 2013 | Kiev      | Rustam Karimov                   | "Me and my guitar"                | 7       | 66     |
| 2018 | Minsk     | Fidan Huseynova                  | "I Wanna Be Like You"             | 16      | 47     |
| 2021 | Paris     | Sona Azizova                     | "One of Those Days"               | 5       | 151    |

## Istoria voturilor (2012-2013)
| Pozitie | Țară              | Puncte |
| ------- | ----------------- | ------ |
| 1       | Albania           | 12     |
| 2       | Republica Moldova | 10     |
| 3       | Georgia           | 8      |
| 4       | Belarus           | 7      |
| 5       | Țările de Jos     | 6      |

| Pozitie | Țară          | Puncte |
| ------- | ------------- | ------ |
| 1       | Albania       | 10     |
| 2       | Georgia       | 8      |
| 3       | Ucraina       | 5      |
| 4       | Țările de Jos | 3      |
| =       | Rusia         | 3      |
| =       | Suedia        | 3      |
| 7       | Belarus       | 2      |
| 8       | Belgia        | 1      |